# Предраг Ј. Марковић
Предраг Ј. Марковић (Београд, 6. септембар 1965) српски је историчар и политичар. Марковић је по образовању доктор историјских наука. Тренутно је директор Института за савремену историју, народни посланик Народне скупштине Републике Србије и потпредседник Главног одбора Социјалистичке партије Србије.

## Биографија

### Порекло
Рођен је као син филмског сценаристе Јована Марковића. Његова рођена сестра је песникиња, драмска списатељица и сценаристкиња Милена Марковић. У блиском је сродству са Добрицом Ћосићем, будући да је његов отац Јован био Ћосићев брат од тетке.

### Образовање и академска каријера
Дипломирао је 1986. године на Филозофском факултету Универзитета у Београду са просечном оценом 9.88 и стекао звање дипломираног историчара. Звање магистра историјских наука је стекао маја 1991. године, обранивши магистарску тезу „Европски процеси на модернизацију друштва Београда И Југославије 1918-1941“ на Катедри за општу савремену историју Филозофског факултета Универзитета у Београду. Доктор историјских наука постаје у новембру 1995. године, одбраном докторске дисертације „Хладни рат и југословенско друштво (случај Београда) 1948-1965".
Као гостујући професор је предавао на Учитељском факултету Универзитета у Београду (2006-2016), Линколн Универзитету у Пенсилванији (2010-2013), Филозофском факултету Универзитета у Приштини са привременим седиштем у Косовској Митровици (2006-2008), Центру за мултидисциплинарне студије Универзитета у Београду - Одсек за историју науке и технологије (од 2003. до данас), Београдској отвореној школи (од 1998. године до данас) и Факултету за медије и комуникацију Универзитета Сингидунум.

### Научна каријера
Од марта 1987. године је запослен у Институту за савремену историју у Београду, где је децембра 2003. године постао виши научни сарадник. На седници Управног одбора Института која је одржана 11. априла 2019. године, именован је за новог директора Института за савремену историју.
За члана Европске академије наука и уметности у Салцбургу је изабран у децембру 1997. године.
Марковић се углавном бави друштвеном историјом Југославије и посебно историјом Београда у 20. веку. О историји Београда написао је монографије Београд између Истока и Запада: 1948–1965. (објављена 1996. године, предговор написао његов рођак Добрица Ћосић) и Европски утицај на процес модернизације Београда од 1918–1941. Такође се бавио историјом распада социјалистичке Југославије и методологијом историјске науке.
Члан је Савета за брендирање Србије и в. д. председника Управног одбора Музеја историје Југославије.

### Политичка каријера
Политички ангажман је започео у Демократској странци, чији је члан био до 2014. године. Између 2014. и 2015. године је био члан Савета за културу покрета „Доста је било“.
Дана 3. септембра 2015. године изабран је за потпредседника Социјалистичке партије Србије. Пре избора на ову функцију био је члан Управног одбора РТС-а На парламентарним изборима 2020. године, изабран је за народног посланика Народне скупштине Републике Србије као кандидат на изборној листи коалиције Социјалистичке партије Србије и Јединствене Србије.

### Квизови
Предраг Ј. Марковић је са Мирославом Дамњановићем аутор првог српског лиценцног квиза који се зове Високи напон и који се емитује петком на Првом програму РТС-а. Познат је и као победник великог финала квиза Квискотека за сезону 1989–90. Као двадесетчетворогодишњи асистент на Институту за савремену историју учествовао је у претпоследњем циклусу квиза који се емитовао на простору целе СФРЈ и два пута у наступима пре финала обарао рекорд квиза по броју освојених бодова (191 и 204). У финалу је освојио 148 бодова и победио свог зета, Александра Саљникова, за седам бодова разлике.

### Породица
Ожењен је и има двоје деце - сина Вукана и кћерку Миону Марковић, младу глумицу. Марковићев зет је Александар Саљников, ванредни професор Машинског факултета Универзитета у Београду.

## Признања

### Одликовања
- Медаља за заслуге, 2022.[11]

### Награде
- Изузетна Вукова награда, за 2021.

## Дела

### Књиге
1. Београд и Европа 1918-1941. – Европски утицаји на модернизацију Београда, (Београд: Савремена администрација, 1992), 234.
2. Београд између Истока и Запада 1948-1965, (Београд: Службени лист 1996) 547.
3. Синдикати Београда 1945-1998, коаутор са В. Глишићем, М. Павловићем, М. Аћимовићем (Београд: Градско веће ССЈ, 1999), 536
4. Радна свеска из историје за 8. разред основне школе коаутор са К. Николићем, (Београд: Завод за уџбенике и наставна средства, 2002), 92 (преведена на мађарски, румунски и словачки; друго проширено издање 2004), 96.
5. Ethnic Stereotypes: ubiquitous, local, or migrating phenomena? -The Serbian-Albanian Case, (Bonn:Michael Zikic Stiftung, 2003) 95 (друго издање 2004)
6. Модерна српска држава 1804-2004 : хронологија (The Modern Serbian State:A Chronology) (коаутор ) Београд : Историјски архив Београда, 2004, 534
7. Косово. Прошлост, Памћење, Стварност. (Kosovo:Past,Memory, Reality) co-author with M.Pavlovic, (Београд-Нови Сад:Препород, 2006), 564.
8. Трајност и промена. Друштвена историја социјалистичке и постсоцијалистичке свакодневице у Југославији и Србији , (Београд: Службени гласник, 2007), 184.
9. Лишће и прашина , (Београд: Архипелаг, 2012), 268.
10. Историјске неприлике, (Београд: Архипелаг, 2018)[12]
11. Алтернативна историја Србије, коаутор са Чедомиром Антићем, (Београд: Службени гласник, 2007), 264.[13]

### Преводи
1. 1. Kennedy, Preparing for the Twenty FirstCentury ( Припрема за двадесет први век ), (Београд:Службени лист СР Југославије,1997), 389.
2. Kennedy, The Rise and Fall of Great Powers, (Успон и пад великих сила) ( Подгорица-Београд: ЦИД-Слу ж бени лист СР Југославије 1999), 664; Друго издање 2003).
3. E. Hobsbawm, Age of Extremes, (Доба Екстрема), (Београд:Дерета,2002), 470; друго издање 2004.
4. C. Mango, The Oxford History of Byzantium (Оксфордска историја Византије), (Београд:Дерета,2004), 349.
5. E. Hobsbawm, Interesting Times, A Twentieth Century Life (Интересантна Времена,Један живот у 20. веку) (Подгорица:ЦИД,2005), 416.
6. A.Toynbee, D.Ikeda, Choose Life: A Dialogue, ( Изабери живот -Дијалог), (Београд:Дерета,2005), 371.
7. A. Kuper, J. Kuper, The Social Science Encyclopedia ( Енциклопедија друштвених наука, са Николом Крзнарићем), (Београд:Службени гласник, 2007) 1015.

### Чланци и поглавља
1. „Свакодневни живот Београда на почетку Првог светског рата 1914. године“, – (Everyday life in Belgrade in the First World War) Историјски гласник, 1-2 (1986): 93-118.
2. ”Демографске прилике у Београду и околини 1916. године”, (Demographic situation in Belgrade and its surroundings during the First World War) In: Србија 1916 године .ед.Љ. Алекси ћ (Београд: Историјски институт,1987), 321-335.
3. “Југословенска историографија о у ч еш ћ у Југословена у Октобарској револуцији“,(Yugoslav historiography and October Revolution) Историја 20. века 2 (1987):147-157.
4. “Југословени у Октобарској револуцији“, (Yugoslav participation in October Revolution) In: Тито-Партија-Револуција, вол.II, (Београд:1988), 770-773.
5. “Пиротски одред Јове Радови ћ а“.- Лескова ч ки зборник XVIII (1988):131-134. (Pirot guerilla squad in the First World War)
6. „Европски утицаји на Београдски универзитет изме ђ у два светска рата“. (European influences upon academic life in Belgrade) In: Идеје и покрети на Београдском универзитету од оснивања до данас, вол.I, (Београд:1989)181-192.
7. „Ратна разарања Београда у Првом светском рату.“, (The war destruction of the Belgrade during the First World War) In: Србија 1918. године, ед. Славенко Терзић (Београд: Историјски институт,1989), 43-51.
8. „Београд на крају рата 1918. године.“,(Life in Belgrade at the end of the First World War) In: Србија на крају Првог светског рата, ед. Славенко Терзић (Београд: Историјски институт,1991), 95-101.
9. „Теорија модернизације и њена примена на међуратну Југославију и Београд“. (The application of the modernization theory in Yugoslavia and Belgrade) In: Србија у модернизацијским процесима XX века, ед. Латинка Перовић (Београд:IN I S,1994) 435-446.
10. “Теорија модернизације и њена критичка примена на Југославију и друге источноевропске земље“ (Critical usage of the modernisation theory: case of Eastern Europe and Yugoslavia)Годишњак за друштвену историју 1 ( 1994): 11-34.
11. “Теоријске књиге у српској историографији 90-их година“ (Theoretical books in the Serbian historiography of 1990’s) И сторија 20. века 2, (1994):179-190.
12. „Технологија и друштво у међуратној Југославији „(Tehnology and society in the interwar Yugoslavia). In: Технологија, култура и развој, ед. В. Матејић (Београд: Институт „Михајло Пупин“), Београд, 1995, 79-87
13. „Југославија и мађарска криза у британским изворима“, In: The Balkans after the Second World War, (Yugoslavia and the Hungarian crisis 1956 in British diplomatic sources) ед. Петар Качавенда (Београд:ISI,1995), 142-155.
14. „Државна репресија и јавно мнење Београда 1948-1965“, (State repression and the public opinion in Belgrade) И сторија 20. века 1-2 (1996):75-89.
15. „Одређивање према Западу у српској модерној историји“, (The attitude toward West in the Serbian modern history) In: Европа и Срби, ед. Славенко Терзић (Београд: Историјски институт,1996), 591-601.
16. „Идеологија стандарда Југословенског режима 1948-1965“, (The Ideology of Standard in Yugoslavia 1948-1965) Токови 1-2 ( 1996):7-21.
17. „Радна група за упоредну друштвену историју као организациони и методолошки модел“, (Berliner AVG as a methodological and organisational model) Историја 20. века 2 (1997):187-190.
18. “Америка у друштвеном животу Београда између два светска рата“, (America in Belgrade Social Life between Two World Wars), In: Сусрет два света 1492-1992 (The Encounter of Two Worlds) ед. Р. Ракић (Београд: 1998),51-65.
19. „Цивилизацијске карактеристике-усуд или одабир: промишљање Хантингтона“ (Civilization Characteristics- Choice or Fate: Rethinking Huntington), In: Сусрет или сукоб цивилизација на Балкану?(Encounter or Conflict of Civilizations in the Balkans?), ед. Славенко Терзић (Београд: Историјски институт,1998),551-561
20. „Место жене у јавном мнењу Београда, 1918-1965“, Положај жене као мерило модернизације у Србији у 19. и 20. веку (Female position as a measure of modernization in Serbia), ед. Латинка Перовић, (Београд: INIS,1998),373-384
21. „У потрази за новим путем: Југословенски експеримент у друштву и култури после 1948. године“, (Searching for new Paths Yugoslav Social and Cultural Experiment following 1948) In:Yugoslav-Soviet Conflict in 1948, (Београд: И нститут за савремену историју,1999):211-222
22. „Sexuality in Belgrade in the 20th Century“, I n: Between Archives and the Fields: Dialog on Historical Anthropology of the Balkans, ед. Јовановић-Касер-Наумовић (Belgrade-Graz:1999),93-100.
23. “Служба државне безбедности и албанске демонстрације 1968. године“, (The state security service and 1968. Albanian demonstrations in Kosovo/ a document) Историја 20. века, 1-2, (1999):169-180
24. “Засењивање простоте“, (The Dazzling of Vulgarity) Нова српска политичка мисао, 2-3,(1998): 277-283.
25. „History Textbooks in Yugoslavia“, In: Disarming History, an International Conference on Combating Stereotypes and Prejudice in History Textbooks of South-East Europe, (Visby-Stocholm:1999), 69.
26. ”Југословенски и српски идентитет становника Београда у огледалу личних имена” (Yugoslav and Serbian Identity of Belgrade Citizens as Reflected Through Personal Given Names, Godisnjak za Drustvenu Istoriju (Journal of Social History), 1 (1999):42-56.
27. ”Textbook Research Revision and Exchange In South-East Europe-Recent Publications”, Newsletter -UNESCO Textbook Research Network No.9 (UNESCO in co-operation with Georg Eckert Institut fuer Internationale Schulbuchforschung) (Braunschweig: 2000), 18-23
28. “Титово схватање националног и југословенског идентитета”. (Titos Auffasung der Nationalen und der Jugoslawischen Identitaet), In: Дијалог повјесничара/историчара Вол.II, ед. H.G.Fleck, I. Graovac (Загреб: Zaklada Friedrich Naumann, 2000), 237-254.
29. ”Nomen Est Omen-Given Names Witnessing the National Identity Change in Belgrade in the 20th Century” In: Childhood in South East Europe: Historical Perspectives on Growing Up in the 19 th and 20 th Century, ед. С. Наумовић, М. Јовановић, (Belgrade-Graz: 2001), 235-247
30. ”Трансфер етничких стереотипа-Балкан је негде другде” (The transfer of the ethnic stereotzpes-The Balkans is somewhere else)In: Дијалог повјесничара/историчара IВ, ед. H.G.Fleck-I.Graovac ( Zagreb: Zaklada Friedrich Naumann,2001), 195-212
31. ”Најава буре: Студентски немири у свету и Југославији од Другог светског рата до почетка шездесетих година” (Gathering storm: Student riots throughout the world and Yugoslavia from the Second World War to early 1960’s) Токови, 3-4 (2000): 51-62
32. “Предисторија студентског покрета- упоредна перспектива” (a History of Student Movements- a Comparative Survey up to World War II ) И сторија 20. века, 1 (2001): 19-32.
33. „Die Legitimierung der Diktatur in Jugoslawien und die Offentliche Meinung“, In: Autoritaere Regime in Ostmittel- und Suedosteuropa 1919-1944, ed. E.Oberlaender(Paderborn-Muenchen-Wien-Zuerich: Ferdinand Schoeningh Verlag,2001), 577-632.
34. “Однос Партије и Тита према југословенском и националном идентитету” (The attitudes of Communist Party and Tito toward Yugoslav and national identity) In: Идентитет: Срби и/или Југословени, ед. С. Љубоја, Марковић, Л. Секељ, М. Васовић (Београд: Институт за европске студије, 2001),13-62.
35. “Историчари и југословенство у социјалистичкој Југославији« (Historians and Yugoslavism in Socialist Yugoslavia), Југословенски историјски часопис, 1-2 (2001): 151-164
36. “Успон или пад Србије после Милошевића“ (The Rise or Decline of Serbia After Milosevic) In:Нова српска политичка мисао (special edition) 1, (2001):181-192
37. “Цивилизација против варварства: Прилог теорији заједничког порекла етничких стереотипа“ (In a search for an oldest ancestor’s stereotyping pair: A Contribution to the theory of the Common Origin of the Ethnic Stereotypes) In: Нова српска политичка мисао 2 (2002): 5-31.
38. Живети у Београду, Вол.1, 1837-1841, документа Управе града Београда (To live in Belgrade 1837-1841, the documents of the city administration) (co-editor)
39. “Вишеструки идентитет у бившој Југославији : случај мешовитих бракова”, ин Религија друштво и политика. Контроверзна тумачења и приближавања. ед. Т. Бремер (Bonn:2002),54-63.
40. “Друштво међуратног Београда-‘град прелазник'“ (The interwar Belgrade society) An Introductory chapter in the book Аутомобил у Београду 1918-1941(The Automobile in Belgrade 1918 – 1941) ед. Б. Драшкић, (Belgrade: Историјски архив Београда,2002), 15-21.
41. ”Some Reflections on How to Study the Communist Past”, In: History of the Present, ed. J. Dragovic-Soso, N. Martin, W. Bracewell (London: SSEES, 2002), 65-67
42. „Сећање на рад у југословенском социјализму између критике и мита о земљи Дембелији“ (Memories About Labour in Yugoslav Socialism between Criticism and the Myth of the Land of Milk and Honey) Годишњак за друштвену историју, 1-3 (2002):51-66
43. ”Студентски покрет у Југославији 60-их година 20. века: између национализма и интернационализма, између реформизма и догматизма“ (Yugoslav student movement in 1960’s between nationalism and internationalism, between reformism and dogmatism)In: Дијалог повјесничара/историчара 7, ед.H.G.Fleck,I.Graovac (Zagreb: Zaklada Friedrich Naumann, 2003), 393-414.
44. “Developments in Serbian Historiography since 1989”(co-author with M.Kovic and N.Milicevic)In(Re)Writing History-Historiography in Southeast Europe after Socialism, ed.Ulf Brunnbauer (Muenster: Lit Verlag, 2004), 277-316.
45. „Утицај велике историје на ‘приватну повесницу'“ (The influence of the great history upon the private life stories) Teatron 123 (a special edition) (2003): 44-47.
46. “Wahrheit und Erinnerung an die Arbeit im sozialistischen Jugoslawien-Zwischen Kritik und Marchen vom Schlaraffenland?” in Arbeit im Sozialismus-Arbeit im Postsozialismus, ed. K. Roth (Muenster:Litt Verlag,2004)259-271.
47. Живети у Београду, Вол.2, 1841-1850, документа Управе града Београда (To live in Belgrade 1841-1850, the documents of the city administration), (co-editor), Историјски архив Београда, Београд 2004, 640.
48. „Госпођа министарка: извештај о сутону српског грађанства“ (Mrs. Ministry-report about the sunset of the Serbian bourgosie) Театрон 128 (2004): 11-15
49. „The Danube Space: A Real Phenomenon or Opportunistic Construction“, ed. V.Danilovic (Belgrade: Cultural Centre, 2004):57-59
50. 4„Концепт модернизације и/или европеизације у новијој српској историји: одбацити или преиспитати“ (The Concept of Modernization and/or Europaization in Recent history of Serbia: to Reject or to Revisit?), Култура полиса, 1 (2004), 39-58.
51. „Како (ни)смо пронашли ‘праву историјску истину'“, Приспевки за новејшо згодовино, 2, (2004), 45-66
52. „Компаративна искуства распада држава у 20. веку“, (The Comparative Experience of the State Dissolution in 20th Century), In: Дијалог повјесничара/историчара 9, ед. H.G. Fleck, I. Graovac (Zagreb:Zaklada Friedrich Naumann, 2005), 17-35.
53. Живети у Београду, Вол.3, 1850-1867, документа Управе града Београда (To live in Belgrade 1850-1867 the documents of the city administration), (co-editor), Историјски архив Београда, Београд 2005
54. „Gastarbeiters as the Factor of Modernization in Serbia“, Историја 20. века 2 (2005), 145-162.
55. „Die Vorgeschichte der serbischen Studentenbewegung im europaischen Kontext” , Comparativ 14 (2004) 5/6, 173-198
56. „Зашто слушати Добрицу Ћосића“, ин Писац и историја, В. Вукашиновић, М. Недић (едс.) Трстеник-Београд,2005,267-271.
57. „Verloren in Transmigration?Der Einfluss der serbischen «Gastarbeiter» auf das Alltagsleben in Serbien», in Arbeitswelt-Lebenswelt: Facetten einer spannungsreichen Beziehung in oestlichen Europa, ed.Klaus Roth (Muenster:Litt Verlag,2004)239-256.
58. «Serbien in kommunistischen Jugoslawien“, In: Osterreichische Osthefte 3-4 / 2004 (Sonderband 18: Serbien und Montenegro: Raum und Bevolkerung – Geschichte – Sprache und Literatur – Kultur – Politik und Gesellschaft – Wirtschaftund Recht (Peter Lang Verlag:Wien/Frankfurt a. M./New York), 297-314.
59. „Vom sozialistischen Realismus bis zum sozialistischen Aesthetizismus: Die Merkwuerdige Entwicklung der aesthetischen Ideologie der jugoslavischen Kommunisten», in Geschichte (ge-)brauchen.Literatur und Geschichtskultur im Staatssozialismus:Jugoslavien und Bulgarien eds. A.Richter, B.Beyer, (Berlin:Frank&Timme,2006)33-44.
60. „Regional History in Serbian Textbooks: Silence of the Neighbors“, in:N.Shiba (ed.), In Search of a Common Regional History: The Balkans and East Asia in History textbooks, (Tokyo:University of Tokyo,2006),51-64.
61. 61. „Zuverlaessige Menschen und Veraeter.Die Investition gesselschaftlichen Vertrauens auf der Mikroebene im sozialistischen und postsozialistischen Serbien und Montenegro“, in K.Roth (ed.)Soziale Nezwerke und Soziales Werrten in den Transformationlaendern. Ethnologische und soziologische Untersuchungen. (Social Networks and Social Trust in Transformation Countries. Ethnological and Sociological Studies) (Berlin:Lit Verlag,2007),157-173.
62. Dictionary of Medical Biography, ed.W.F.Bynum and Helen Bynum (Westport-London:Greenwood Press,2007) coauthor with Jelena Jovanovic Simic seven entries (Batut, Vol.1:pp. 170–171; Djordjevic, Vol 2: p. 422; Kostic, Vol,3: pp. 749–750; Lazarevic, Vol.3: pp. 778–779;Nesic, Vol.4; pp. 822–823;Stampar, Vol.5; pp. 1186–1187;Subbotic, Vol.5:pp. 1197).
63. „Die Deutschen als Naher Wesen der Serben.Vorstellungen von den Deutschen und Deutschland in der modernen serbischen Geschichte“ in Schnittstellen. Gesellschaft, Nation, Koflikt und Erinnerung in Suedosteuropa. Festschrift fuer Holm Sundhaussen zum 65. Geburtstag. ed . U. Brunnbauer, A. Helmedach, S. Troebst (Muenchen: R.Oldenbourg Verlag, 2007),539-546.